# Якимов, Пётр Иванович
Пётр Иванович Якимов (бел. Пётр Іванавіч Якімаў; 8 октября 1915, Крупки, Могилёвская губерния — 11 июня 2008, Минск) — советский педагог, преподаватель городского профессионально-технического училища № 9, гор. Минск, Белорусская ССР. Герой Социалистического Труда (1971).
Единственный Герой Социалистического Труда в Белоруссии, удостоенный звания в системе профессионально-технического образования.

## Биография
Родился в 1915 году в рабочей семье в городе Крупки. Трудовую деятельность начал на спичечной фабрике «Соломка», потом переехал вместе с родителями переехал в Борисов, где продолжил работать на местной спичечной фабрике. Окончил школу ФЗО и рабочий факультет. Перед началом Великой Отечественной войны окончил машиностроительный институт в Орджоникидзе. В 1941 году был призван в Красную Армию и направлен на курсы военных инженеров при Академии бронетанковых войск. Воевал в составе 25-го танкового полка 21-й гвардейской танковой бригады 5-го гвардейского танкового корпуса. Войну закончил на Дальнем Востоке. Демобилизовался в 1946 году. Возвратившись в Белоруссию, стал преподавать с декабря 1946 года в Минском ПТУ № 9, которое готовило рабочих специалистов для Минского автозавода.
Указом Президиума Верховного Совета СССР от 20 июля 1971 года за большие успехи, достигнутые в выполнении заданий пятилетнего плана по подготовке квалифицированных рабочих для народного хозяйства удостоен звания Героя Социалистического Труда с вручением ордена Ленина и золотой медали «Серп и Молот».
Преподавал в ПТУ № 9 (сегодня — Технический лицей № 9 автомобилестроения) до выхода на пенсию.
Умер 11 июня 2008 года, похоронен на Восточном кладбище Минска.

## Награды
- Герой Социалистического Труда — указом Президиума Верховного Совета СССР от 20 июля 1971 года
- Орден Ленина
- Орден Отечественной войны 2 степени
- Орден Трудового Красного Знамени
- Медаль «За оборону Ленинграда»
- Медаль «За взятие Будапешта»
- Медаль «За освобождение Праги»
- Медаль «За победу над Японией»
- Заслуженный учитель БССР